# یواس‌اس لونا (ای‌کی‌اس-۷)
یواس‌اس لونا (ای‌کی‌اس-۷) (به انگلیسی: USS Luna (AKS-7)) یک کشتی بود که طول آن ۴۴۱ فوت ۷ اینچ (۱۳۴٫۵۹ متر) بود. این کشتی در سال ۱۹۴۳ ساخته شد.